# Alt Penedès
L’Alt Penedès (« Haut Penedès ») est une comarque catalane d'Espagne. Situé à proximité de Barcelone, une grande partie de son territoire fait partie de son aire urbaine. Son chef-lieu est Vilafranca del Penedès.

## Géographie
L’Alt Penedès fait partie de la région métropolitaine de Barcelone.

## Carte
| Anoia Bages Segarra Solsonès Conca de · Barberà Moianès Osona Berguedà Basse · Cerdagne Alt · Urgell Pallars · Sobirà Val d'Aran Alta · Ribagorça Pallars · Jussà Noguera Urgell Pla · d'Urgell Segrià Garrigues Alt · Penedès Baix · Llobregat Barcelonès Vallès · Occidental Maresme Vallès · Oriental Ripollès Garrotxa Alt Empordà Pla de · l'Estany Gironès Selva Baix · Empordà Garraf Baix · Penedès Tarragonès Alt · Camp Baix · Camp Priorat Ribera · d'Ebre Terra · Alta Baix Ebre MontsiàFrance Pyrénées-Orientales Ariège Haute · Garonne Andorre Aragon Communauté valencienneMer Méditerranée |

## Les communes
Avinyonet del Penedès  •  Les Cabanyes  •  Castellet i la Gornal  •  Castellví de la Marca  •  Font-Rubí  •  Gelida  •  La Granada  •  Mediona  •  Olesa de Bonesvalls  •  Olèrdola  •  Pacs del Penedès  •  El Pla del Penedès  •  Pontons  •  Puigdàlber  •  Sant Cugat Sesgarrigues  •  Sant Llorenç d'Hortons  •  Sant Martí Sarroca  •  Sant Pere de Riudebitlles  •  Sant Quintí de Mediona  •  Sant Sadurní d'Anoia  •  Santa Fe del Penedès  •  Santa Margarida i els Monjos  •  Subirats  •  Torrelavit  •  Torrelles de Foix  •  Vilafranca del Penedès  •  Vilobí del Penedès